# 大関松三郎
大関 松三郎（おおぜき まつさぶろう、1926年9月7日 - 1944年12月19日）は、日本の詩人。新潟県出身。

## 来歴・人物
1926年（大正15年）9月7日、古志郡黒条村下下条（現・長岡市下々条）に小作農・大関仁平次の三男（7人兄弟）として生まれた。古志郡黒条村黒条尋常高等小学校（現・長岡市立黒条小学校）在学中に、生活綴方運動に参加していた恩師・寒川道夫と出会い、生活詩の指導を受けた。小学校卒業直前に浄書・装幀し、詩集として纏めた。
黒条尋常高等小学校卒業後、1941年（昭和16年）に新潟鉄道教習所に入学。教習所卒業後は、機関助手として勤務した。その後、軍属を志し1943年（昭和18年）に山口県防府市に新設された海軍通信学校へ入学。海軍通信隊員として、マニラの海軍通信隊に赴任中の1944年（昭和19年）12月19日、南シナ海にて乗っていた輸送船が魚雷攻撃を受けて沈没、戦死した。18歳没。
死後の1951年（昭和26年）、戦前に治安維持法で検挙されていた寒川は、没収されていた大関の遺稿詩集を再度纏め、詩集『山芋』として出版した。

## 著書
- 山芋（1951年、百合出版）ISBN 978-4-89669-001-9。